# Iwanowka (Tschuwaschien, Morgauschski)
Iwanowka (russisch Ивановка) ist eine Derewnja (Dorf) in der russischen Republik Tschuwaschien. Der Ort gehört zur Landgemeinde Moskakassinskoje selskoje posselenije im Morgauschski rajon.

## Geographie
Iwanowka befindet sich zehn Kilometer nordwestlich vom Rajonzentrum Morgauschi. Der Gemeindesitz Moskakassy liegt drei Kilometer östlich. Die nächste auf Straßen erreichbare Bahnstation ist Tscheboksary 2 an der Strecke von Kanasch in die Hauptstadt Tscheboksary, 31 Kilometer (Luftlinie) nordwestlich. In Tscheboksary befindet sich auch ein Flugplatz. Die Föderalstraße M7 verläuft unmittelbar am Südrand des Ortes.

## Geschichte
Der Ort wurde im Jahr 1930 gegründet. 1931 wurde der Kolchos Tschornaja semlja (Schwarzerde) eingerichtet.

### Bevölkerungsentwicklung
| Jahr | Einwohner |
| ---- | --------- |
| 1939 | 119       |
| 1979 | 196       |
| 2002 | 114       |
| 2010 | 116       |

Anmerkung: Volkszählungsdaten